# ¿Quieres ser mi hijo?
¿Quieres ser mi hijo? es una película de comedia y romance estrenada en 2023 dirigida por Ihtzi Hurtado. Esta protagonizada por Ludwika Paleta y Juanpa Zurita.

## Trama
Lu, una mujer conformista de 40 años, un día descubre que su pareja de hace 15 años la estaba engañando. En ese momento, Lu toma la decisión de regresar a su departamento de soltera para empezar de cero, ya que se siente estancada y desconsolada. Conoce a su nuevo vecino Javier, un joven y apuesto mujeriego de tan sólo 23 años, quien no la deja descansar por sus constantes fiestas. Para poder conseguir el trabajo de sus sueños, Lu decide mentir en su entrevista al decir que es mujer de familia y que tiene un hijo de 19 años. Por si fuera poco, tiene que enfrentar la última prueba para ser contratada y pasar un fin de semana en Valle de Bravo con los ejecutivos de la empresa y sus familias. Al encontrarse desesperada, Lu le ofrece el trabajo a Javier, para que se haga pasar por su hijo y a cambio, ella no lo molestará más cuando esté de fiesta.

## Reparto
- Ludwika Paleta como Lucia
- Juanpa Zurita como Javier
- Agustín Arana como Martín
- Harold Azuara como La avispa
- Francisco Cuenya como Gerri
- Jorge Gidi como Jorge
- Isabela Gonzalez como Lucía (15 años)
- Omar Isfel como Panchito
- Monica Jimenez como Pancha
- Catalina Kotecka como Adriana
- Hernán Mendoza como Raúl
- Edmundo Mosqueira como Chulada
- María Isabel Muñoz
- Macarena Oz como Panchita
- Natalia Payan como Karina
- Karla Rico como María
- Juana Serrano como Denisse
- Andrés Zuno como Oliver
- Roberta de La Portilla como Andy
- Yuriria del Valle como Maguis
- Harold García como Chafic